# 1000 a.C.

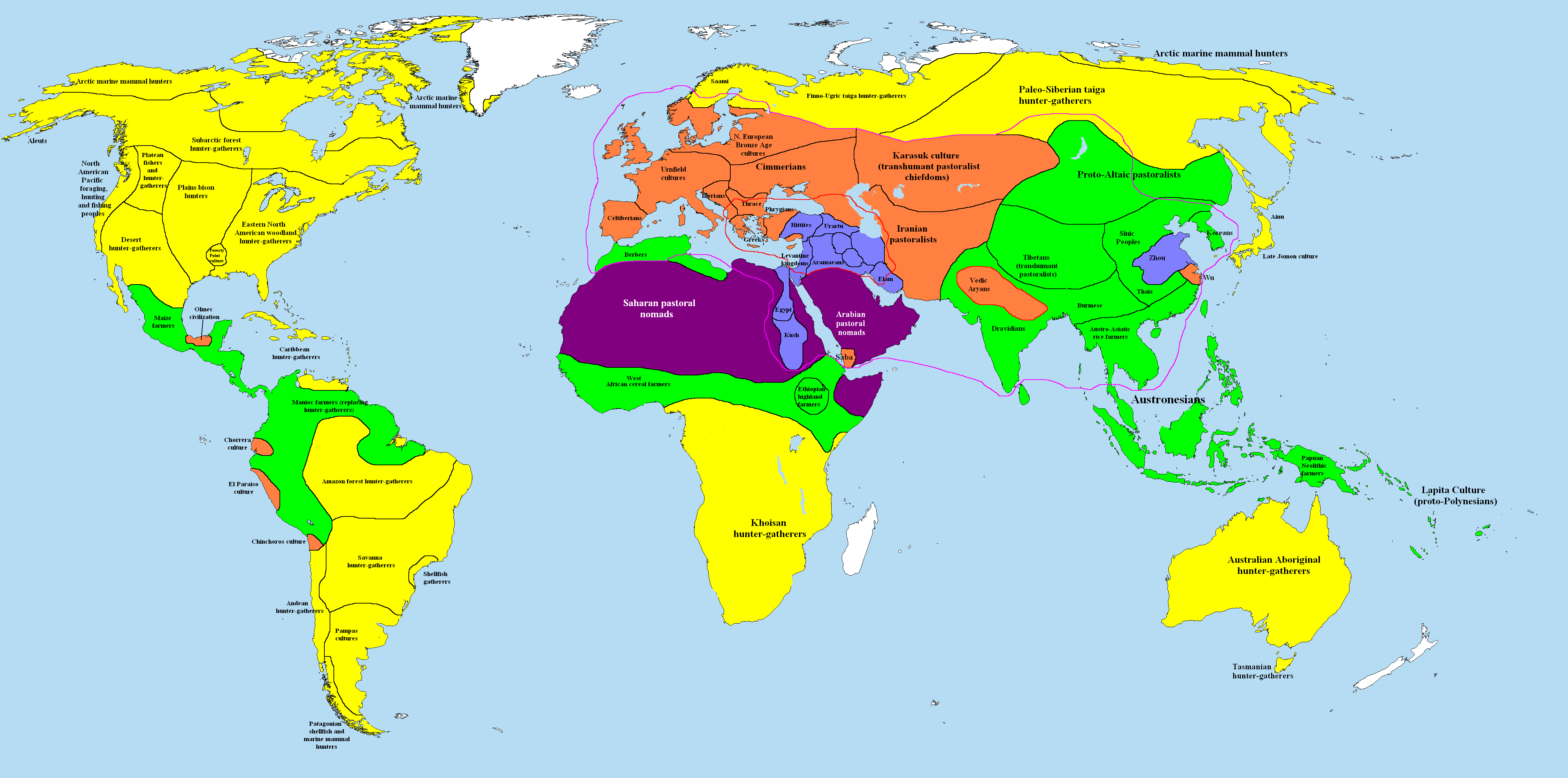
O mundo em 1000 a.C.

## Eventos
- Na Grécia começa a difundir-se o culto de Dioniso.
- Primeiros assentamentos na atual cidade de Amersfoort.
- Primeiros assentamentos na atual cidade de Locarno.
- Japão: começa a última fase do período Jomon.
- Primeiros assentamentos na atual cidade de Bari.
- Em torno desta data, fundação de Esquixequir.
- Primeiros traços de civilização do povo Zapoteca.
- Primeiros assentamentos na atual cidade de Cordenons.
- Em torno desta data, os hititas fundam Kahramanmaraş.